# In the Grey
Pour les articles homonymes, voir Grey.
Pour plus de détails, voir Fiche technique et Distribution.
In the Grey est un film américano-britannique réalisé par Guy Ritchie et dont la sortie est prévue en 2025.

## Synopsis
John Grey et Michael Harris, deux spécialistes de l'extraction, sont chargés d'exfiltrer pour une négociatrice de haut rang nommée Sophia.

## Fiche technique
Sauf indication contraire, les informations mentionnées dans cette section peuvent être confirmées par la base de données cinématographiques IMDb,  présente dans la section « Liens externes ».
- Titre original : In the Grey
- Réalisation et scénario : Guy Ritchie
- Musique : N/A
- Décors : Martyn John
- Costumes : Loulou Bontemps
- Photographie : N/A
- Montage : Jim Weedon
- Production :  Ivan Atkinson, John Friedberg et Guy Ritchie

Producteurs délégués : Mohammed Al Turki, Jatin Desai, Olga Filipuk, Greg Friedman, Joshua Harris
Coproducteurs : Siobhan Boyes et Max Keene
- Société de production : Black Bear Pictures
- Sociétés de distribution : Lionsgate Films (États-Unis), Metropolitan Filmexport (France)
- Budget : N/A
- Pays de production :  États-Unis,  Royaume-Uni
- Langue originale : anglais
- Format : couleur
- Genre : action, thriller
- Dates de sortie[1] : Date sujette à modification

## Distribution
- Henry Cavill : John Grey
- Jake Gyllenhaal : Michael Harris
- Eiza González : Sophia
- Carlos Bardem
- Fisher Stevens
- Rosamund Pike
- Jason Wong : Gucci

## Production
En mai 2023, il est annoncé que Guy Ritchie va écrire et réaliser un film d'action, alors sans titre, produit par Black Bear Pictures et présenté aux professionnels lors du Marché du Film en marge du festival de Cannes 2023. Henry Cavill, Jake Gyllenhaal et Eiza González, qui avaient déjà tous tournés sous la direction du cinéaste, sont ensuite annoncés dans les rôles principaux. Fréquents collaborateurs de Guy Ritchie, Ivan Atkinson et John Friedberg, participent à la production du long métrage. En octobre 2023, Carlos Bardem et Fisher Stevens sont annoncés devant la caméra.
La production obtient un accord permettant aux acteurs de travailler sur le film malgré la grève SAG-AFTRA 2023. Le tournage débute en septembre 2023 à Tenerife dans les îles Canaries et s'achève en octobre 2023,. Quelques séquences sont tournées dans le Real Casino de la place de la Candelaria, ainsi qu'à San Andrés,.

## Sortie et accueil
En octobre 2023, il est révélé que Lionsgate a acquis les droits de distribution pour le sol américain. La sortie américaine était alors fixée au 17 janvier 2025. En France, le film doit être distribué par Metropolitan Filmexport. Cependant, en novembre 2024, Lionsgate retire le film de son planning de sorties. La sortie de In the Grey est alors repoussée indéfiniment. Le studio est alors en proie à de nombreux échecs financiers au box-office (Borderlands, The Crow, Megalopolis, Mother Land, ...). Lionsgate précise cependant que ce report serait lié à la postproduction du film, qui ne serait selon pas prêt à sortir à la date prévue.